# 黃裳 (正統戊辰進士)
黃裳（1427年—1486年），字懋臣，四川眉州人，民籍，治《春秋》。明朝政治人物。

## 生平
十二月十一日生，行三，由州學增廣生中式四川鄉試第二十三名舉人，會試中式第六十一名。年二十二歲中式正統十三年（1448年）戊辰科第三甲第三十九名進士。正統十四年（1449年），擢行人司行人。

## 家族
曾祖黃以德；祖黃彥中；父黃淵；母唐氏；繼母孫氏。具慶下，妻鄒氏，兄本初；本政。